# Geschichte von Königstein im Taunus
Dieser Artikel beschreibt die Geschichte der Stadt Königstein im Taunus.

## Keltische Besiedlung
Das Gebiet um Königstein wurde bereits in vorchristlicher Zeit besiedelt. Älteste Spuren der Besiedlung sind die keltischen Ringwälle am Altkönig, die aus dem 5. bis 4. Jahrhundert v. Chr. stammen. Eine Reihe keltischer Funde aus Königstein und Umgebung sind heute im Königsteiner Burg- und Stadtmuseum ausgestellt.

## Sage
Einer örtlichen Sage nach soll König Chlodwig I. um 500 die Burg Königstein und eine Kapelle errichtet haben.

## Im Mittelalter

### Die Nüringer

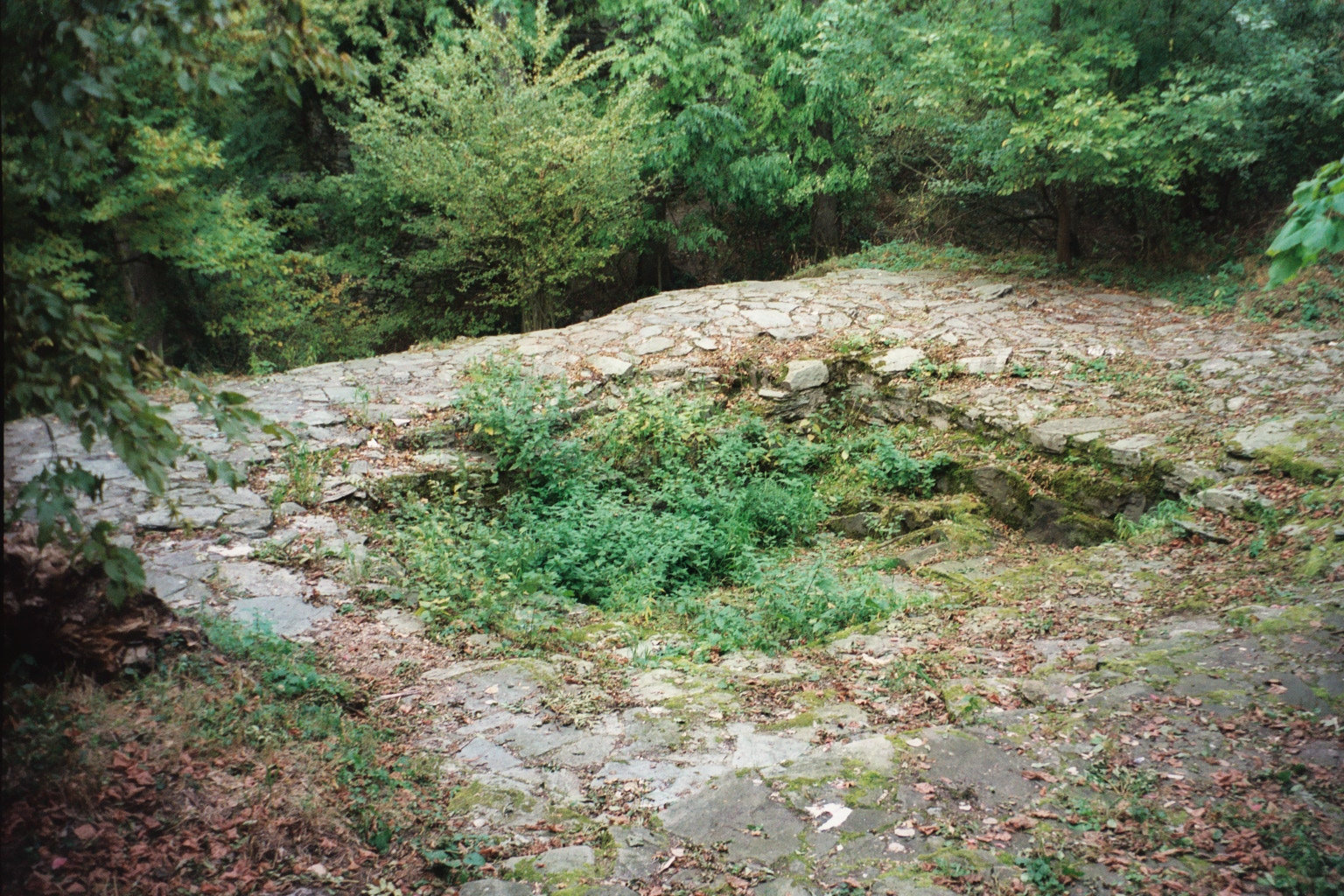
Burg Nürings

Erst aus salischer Zeit sind Urkunden überliefert, die Auskunft über Königstein und seine Herrscher geben könnten. Königstein gehörte räumlich zum Niddagau. 1042 wird ein Graf Berthold von Wettereiba (Wetterau) erwähnt, zu dessen Herrschaftsgebiet auch das heutige Königstein gehörte. 1103 wird dessen Sohn, Berthold von Nürings als Gaugraf urkundlich erwähnt. Das Geschlecht der Herren von Nürings errichtete die Burg Nürings (der Vorläufer der direkt benachbarten Burg Falkenstein). In verschiedenen Urkunden werden in der Folge die Herren von Nürings erwähnt. Mit Gerhard von Nürings stirbt das Geschlecht der Nüringer aus. Die letzte urkundliche Erwähnung Gerhards stammt aus dem Jahr 1171.

### Die Münzenberger
Nach dem Aussterben der Nüringser fiel Königstein an das Adelsgeschlecht der Münzenberger. Kuno I. von Münzenberg war mit Luckharde von Nürings verheiratet und erbte mit dem Aussterben der männlichen Linie der Nürings dessen Besitzungen. Nach seinem Tod 1212 erbte sein Sohn Kuno II. von Münzenberg Burg und Ort Königstein. Nach dessen Tod im Jahr 1225 wurde sein jüngerer Bruder Ulrich I. von Münzenberg Besitzer der Burg Königstein. 1239 wurde Ulrich I. erstmals urkundlich als Besitzer der Burg Königstein erwähnt. Ihm folgte nach seinem Tod sein Sohn Ulrich II. von Münzenberg. Seine Ehe mit Hedwig von Weinsperg blieb kinderlos, und mit seinem Tod im Jahre 1255 endete das Geschlecht der Münzenberger in männlicher Linie. Unter den Münzenbergern erfolgte ein umfangreicher Ausbau der Burg Königstein.

#### Die Burggrafen
Das Herrschaftsgebiet der Münzenberger umfasste mit der Wetterau und großen Teilen des Vordertaunus ein so großes Gebiet, dass in den einzelnen Burgen Burgmannen eingesetzt wurden. In Königstein wird 1215 mit Arnold von Königstein erstmals ein Burggraf namentlich urkundlich erwähnt. Er ist vermutlich ein Reichsministeriale, ein Ritter im Dienst des Stauferkaisers. Ihm war die Verantwortung für die Reichsburg Königstein übertragen worden. Er hatte sie zu verwalten, die Verteidigungs- und Schutzvorrichtungen instand zu halten, über Einnahmen und Ausgaben Rechnung zu führen und die Handwerker und anderen Bediensteten mit Arbeiten zu beauftragen und zu überwachen. Er hatte für die Benutzbarkeit und Sicherheit der Straße Frankfurt–Köln–Aachen zu sorgen. Albert zu Königstein ist 1225 der zweite namentlich bekannte Burggraf.

### Die Falkensteiner
Nach dem Tod Ulrichs II. von Münzenberg erbte 1255 der Falkensteiner Philipp I. von Falkenstein, der Ehemann von Ulrichs Schwester Isengard, im Rahmen der Münzenberger Erbschaft die Herrschaft Königstein. Unter Philipp III. von Falkenstein erhielt Königstein 1313 die Stadtrechte.
1364 bis 1366 kam es zu einem Reichskrieg gegen Philipp VI. von Falkenstein (Falkensteiner Fehde). Anlass war ein Rechtsstreit zwischen Ulrich III. von Hanau und Philipp über Gebietsansprüche. Die Burg Königstein wurde im Rahmen dieses Krieges durch Truppen der Reichsstädte Frankfurt, Friedberg, Wetzlar und Gelnhausen belagert. Es gelang den Belagerern zwar nicht, die Festung einzunehmen, jedoch wurden die umliegenden Dörfer stark in Mitleidenschaft gezogen. 1366 endete der Krieg mit einem trotz Gebietsverlusten günstigen Frieden für die Falkensteiner. Philipp und Ulrich einigten sich, und die Reichsacht über Philipp wurde aufgehoben.
In einer Fehde mit den Rittern von Reifenberg 1374 gelang es den Reifenbergern, die Königsteiner Burg einzunehmen. Philipp VI. starb auf der Flucht. Seine Frau Agnes und seine Kinder gerieten in Gefangenschaft und wurden durch Erzbischof Kuno II. von Trier aus dem Hause Falkenstein ausgelöst. Der Sohn Philipps VI., Erzbischof Werner von Trier, wurde als dessen Erbe neuer Herr in Königstein.

### Die Eppsteiner
Nach dem Tod des letzten Falkensteiners, Erzbischof Werner III., wurde dessen Besitz unter den Erben verteilt. Die Herrschaft Königstein ging an den Eppsteiner Eberhard II. von Eppstein-Münzenberg. Dessen Nachfolger Eberhard III. von Eppstein-Münzenberg gründete am 3. Februar 1465 das Kugelherrenstift Königstein. Sein Sohn, Philipp von Eppstein-Königstein, starb 1481 und hinterließ seine Frau Luise und vier minderjährige Kinder. Nachdem zunächst seine Witwe als Regentin die Geschicke der Herrschaft Königstein lenkte, übernahm Eberhard IV. (Eppstein-Königstein) 1492 die Alleinregierung. Eberhard wurde 1505 zum Reichsgrafen ernannt. Königstein bildete nun den Hauptort der Grafschaft Königstein.

### Die Stolberger/Reformation in Königstein
Am 27. Mai 1535 übernahm Eberhards Neffe, Graf Ludwig von Stolberg, nach dessen Tod die Grafschaft Königstein und nannte sich daraufhin Graf zu Stolberg-Königstein.
Bereits unter Eberhard hatte die Reformation in Königstein Fuß gefasst. Ludwig zu Stolberg förderte diese Bestrebungen und führte am 5. August 1540 offiziell die Reformation nach der Kirchenordnung des Grafen Wolfgang von Pfalz-Zweibrücken in Königstein ein. Nach dem Prinzip des Cuius regio, eius religio wurden auch die Einwohner formell protestantisch. Das Stift der Kugelherren wurde im Rahmen der Reformation nach 85 Jahren aufgelöst. Der Besitz des Klosters fiel an die Königsteiner Grafen. Vom März 1563 bis zum März 1564 suchte eine Pestepidemie Königstein heim.
Nach dem Tod des Grafen Ludwig zu Stolberg im Jahr 1574 wurde Christoph zu Stolberg, Dompropst zu Halberstadt, testamentarisch zu dessen Erben erklärt. Diese Erbschaftsangelegenheit war jedoch juristisch umstritten, da er als Dompropst schon 1544 die Subdiakonsweihe empfangen hatte, die ihn zum Zölibat verpflichtete. Als Christoph zu Stolberg am 5. August 1581 starb, teilte der Mainzer Kurfürst Daniel Brendel von Homburg dessen Bruder Albrecht Georg zu Stolberg mit, dass per Vollmacht des Kaisers Rudolf II. die Grafschaft als erledigtes Reichslehen anzusehen sei und der Kurfürst als Reichskommissarius für die Herrschaft eingesetzt werde. Die Grafschaft wurde in das Oberamt Königstein umgewandelt und die Stadt Teil von Kurmainz. Die Grafen zu Stolberg klagten dagegen erfolglos vor dem Reichskammergericht, sollten aber in den Wirren des Dreißigjährigen Krieges die Herrschaft kurzfristig zurückerhalten.

## Neuzeit

### Kurmainzer Herrschaft, Gegenreformation und Dreißigjähriger Krieg

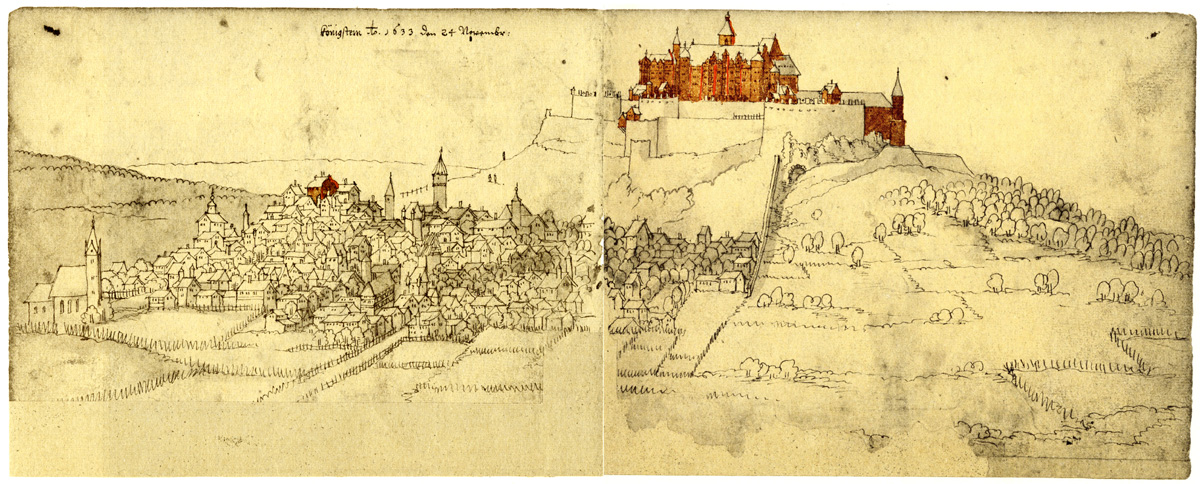
Valentin Wagner: Königstein von Nordosten 1633.

1603 wütete in Königstein eine Pockenepidemie. Von 1603 bis 1605 erfolgt die Gegenreformation und die Rekatholisierung Königsteins. Königstein erhielt einen katholischen Pfarrer, den Magister Johann Hohenstein. Ende 1605 waren nach 60 Jahren wieder alle Einwohner katholisch.
1618 wurde die Festung in Königstein versehen und unter dem neuen Kommandanten von Greifenklau auf den bevorstehenden Krieg vorbereitet. August 1619 erreichte der Dreißigjährige Krieg Königstein als die Truppen von Herzog Maximilian I. von Bayern durch Königstein zogen, um an der Schlacht am Weißen Berg teilzunehmen. Im Sommer des nächsten Jahres plünderten spanische und flandrische Söldner des Generals Marquis di Spinola Eppstein und Neuenhain. Nachdem diese (eigentlich ja verbündeten) Heere vorbeigezogen waren, kamen nach zwei Friedensjahren im Sommer 1622 erstmals protestantische Truppen unter Herzogs Christian von Braunschweig nach Kurmainz, konnten jedoch die Festung Königstein nicht einnehmen und wurden in Höchst durch Graf Tilly geschlagen. Im Januar 1626 verordnete der Mainzer Kurbischof seinen Untertanen eine „Landrettungssteuer“ zur Finanzierung des Krieges. Auch wenn Königstein selbst bis 1630 nicht in Kriegshandlungen verwickelt war, trugen die Einwohner doch die Lasten des Krieges mit.
In der Schlacht bei Breitenfeld bei Leipzig am 7. September 1631 schlug Gustav Adolf General Tilly und machte damit den Weg für die Eroberung von Kurmainz durch protestantische Truppen des Landgrafen von Hessen-Kassel frei. Im November 1631 standen diese Truppen vor Königstein und begannen mit einer Belagerung. Während die Burgen Reifenberg, Falkenstein und Kronberg schnell eingenommen waren, hielt die Festung Königstein zunächst stand. Nach der Eroberung von Mainz am 23. Dezember 1631 war der Widerstand in Königstein sinnlos geworden. Am 24. Dezember 1631 kapitulierte auch die Festung Königstein.
Mit Patent vom 12. Januar 1632 verfügte Gustav Adolf die Rückgabe Königsteins an die Stolberger Grafen. Der Graf zu Stolberg bezog das Königsteiner Schloss. Nach der Huldigung des Grafen durch die Einwohner Königsteins am Folgetag wurde eine sofortige Zwangsbekehrung zum Protestantismus verfügt und durchgesetzt. Gegen den Widerstand der Bevölkerung wurde der katholische Pfarrer durch einen protestantischen ersetzt und die Ausübung des katholischen Glaubens verboten.
Mit der Schlacht bei Nördlingen am 6. September 1634 gewann die Katholische Liga wieder Oberhand. In der Folge kam es auch in Königstein wieder zu Kriegshandlungen. Im Sommer 1635 floh Graf Stolberg aus Königstein nach Frankfurt. Die Festung Königstein wurde nur noch durch eine kleine protestantische Besatzung gehalten. Am 21. September 1635 wurde die Festung Königstein den kaiserlichen Truppen übergeben. In Königstein wurde wieder ein katholischer Pfarrer eingesetzt und die Festung unter den Befehl eines kurmainzischen Obersten gestellt.
In den Folgejahren kam es immer wieder zu Einquartierungen, Plünderungen und Scharmützeln in Königstein. Auch wenn keine großen Schlachten mehr geschlagen wurden, verarmte die Stadt völlig und büßte einen großen Teil der Bevölkerung ein. Besonders schmerzlich waren 1640 die Plünderungen schwedischer Landsknechte. Die schwache Festungsbesatzung war nicht in der Lage die Stadt zu schützen. Im Frühjahr 1645 wurde die Reisegesellschaft der Gemahlin des Herzogs Karl IV. von Lothringen in Königstein einquartiert. Im November 1645 erfolgten Plünderungen durch Kavallerie des Fürsten von Holstein. Nach dem Ende des Krieges begann langsam der Wiederaufbau. Unter anderem wurde das Kapuzinerkloster Königstein gegründet.
Von 1660 bis 1670 wurde die Festung durch Kurmainz nach Plänen des französischen Baumeisters Sébastien Le Prestre de Vauban um- und ausgebaut. Ein Teil der Festung wurde nun als Staatsgefängnis genutzt. Ein bekannter Gefangener war Philipp Ludwig Freiherr von Reiffenberg der letzte Ritter von Reifenberg.
1688 im Pfälzischen Erbfolgekrieg wurde Königstein durch französische und hessische Truppen eingenommen. Die Festung unter Kommandant Graf Hohenlohe kapitulierte nach kurzer Belagerung. Auch 1745 im Österreichischen Erbfolgekrieg wurde Königstein (trotz der Neutralität Kurmainz) durch französische Truppen besetzt. 1781 wurde das Oberamt Königstein mit dem Oberamt Höchst-Hofheim zusammengelegt. Oberamtssitz wurde Höchst.

### Koalitionskriege/Die Zerstörung der Burg

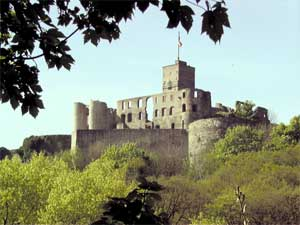
Burgruine

Der Erste Koalitionskrieg verwickelte Königstein 1792 in schwerste Kampfhandlungen. Der französische Revolutionsgeneral Adam-Philippe de Custine eroberte im Oktober 1792 Mainz. Infolge dieses Sieges wurde auch die Festung Königstein von den Kurmainzer Truppen an die Franzosen übergeben. Nach der Rückeroberung Frankfurts durch preußische und hessische Truppen am 2. Dezember 1792 standen sich die Gegner im Vordertaunus direkt gegenüber. Die französische Besatzung der Festung Königstein war nicht zu einer Übergabe der Festung bereit. Aus diesem Grund begann am 6. Dezember 1792 der Beschuss von Stadt und Festung.
Auch wenn die Bevölkerung mit dem Beginn der Belagerung in die Nachbarorte floh und die Zahl der Todesopfer begrenzt blieb, wurde die Stadt zu 80 % durch einen Brand infolge von Artilleriebeschuss zerstört. Die Festung ergab sich jedoch nicht und wurde deshalb eingeschlossen. Erst am 8. März 1793 ergaben sich die französischen Truppen. Am 21. März rückten kurmainzische Truppen in die Stadt ein und lösten die preußischen Eroberer ab.
Die Festung Königstein wurde nun als zentrales Untersuchungsgefängnis für französische Sympathisanten genutzt. Neben dem bestehenden Gefängnistrakt wurden auch die anderen Gebäude der Festung zur Inhaftierung derjenigen genutzt, die im Kurstaat verdächtig waren, die Revolution zu unterstützen. Gegen die harten Haftbedingungen kam es am 17. November 1794 zu einer Revolte. Die Gefangenen versuchten über einen Hungerstreik eine Verbesserung der sanitären Situation und der Haftbedingungen zu erreichen, konnten sich aber nicht durchsetzen.
Nachdem Preußen am 5. April 1795 die Koalition verlassen hatte, wurden am 14. Mai 1795 österreichische Truppen zur Verstärkung der Kurmainzer eingesetzt. Im Laufe des Jahres wurden die Gefangenen entlassen.
Im 1795/1796 wechselte Burg und Stadt in rascher Folge den Besitzer. Am 22. September 1795 zogen die Österreicher und Kurmainzer ab. Der Versuch der Franzosen am 25. September die Festung zu übernehmen scheiterte jedoch. Die französischen Truppen plünderten 11 Stunden die Stadt und zogen am 13. Oktober wegen herannahender Koalitionstruppen ab. Am 14. Oktober wurde die Festung wieder von österreichischen Truppen eingenommen.
Am 11. Juli wurden die Königsteiner Festung erneut durch die Franzosen übernommen, nachdem die Österreicher abgezogen waren und die kurmainzische Besatzung kapitulierte. Jedoch erlitten die Franzosen in der Schlacht bei Amberg am 24. August 1796 eine schwere Niederlage und mussten sich auf die Rheinline zurückziehen.
Die Franzosen, die die Festung Königstein nicht halten konnten, entschieden, sie zu zerstören. Der Versuch einer Untergrabung scheiterte an den harten Felsen, der Plan, das Schloss vom Turm aus in Brand zu setzen an der Gefahr für die Stadt.
Am Abend des 7. September wurde die 32 Meter tiefe Zisterne im mittleren Schlosshof mit Holz, Kanonenkugeln und Schießpulver gefüllt. Dieser Sprengsatz sollte mit Gewichten beschwert die Festung zerstören. Jedoch explodierte der Sprengsatz bereits während der Arbeiten. Ein Teil des Schlossgebäudes brach zusammen. Das 10 bis 15 Mann starke Sprengkommando wurde unter den Trümmern begraben.
Hierdurch waren die Zerstörungen nicht so groß, dass ein Wiederaufbau nicht möglich gewesen wäre. Auf einen Wiederaufbau wurde jedoch verzichtet. Die Trümmer dienten in der Folge als Steinbruch für den Wiederaufbau der Stadt Königstein.

### Herzogtum Nassau
Mit dem Reichsdeputationshauptschluss wurde 1803 der Mainzer Kurstaat aufgelöst. Königstein fiel an Nassau-Usingen. Mit der Gründung des Herzogtums Nassau 1806 wird Königstein Teil des neuen Staates. Königstein bleibt Amtssitz des nassauischen Amtes Königstein. Am 4. April 1849 wird Königstein im Rahmen einer Verwaltungsreform Teil des Kreises Idstein. Bereits am 1. Oktober 1854 werde jedoch das alte Amt Königstein wieder hergestellt.
1813 wird das Kapuzinerkloster geschlossen. 1851 wurde eine Kaltwasserheilanstalt errichtet, was zu einem wirtschaftlichen Aufschwung führte. Im Rahmen des Aufbaus der Kur in Königstein wurde eine umfangreiche Infrastruktur geschaffen, wie zum Beispiel der Hildatempel.

### Bürgermeister
Die Märzrevolution führte auch in Königstein zu Veränderungen. am 14. März wurde der Stadtschultheiß Georg Eigner durch die Stadt entlassen. Dies richtet sich weniger gegen die Person Eigners (der später als Gemeinderat und Landtagsabgeordneter wirkte), sondern war eine Protestaktion gegen die fehlende kommunale Selbstverwaltung. Nach der Nassauischen Gemeindeordnung von 1816 wurde der Stadtschultheiß durch den Landesherren eingesetzt und verfügte gegenüber den von der Stadt gewählten beiden Bürgermeistern über die weitreichenderen Kompetenzen. Nach der Verabschiedung der Nassauischen Gemeindeordnung von 1848 wurde mit Jakob Hees erstmals ein Bürgermeister mit umfassenden Kompetenzen demokratisch gewählt. Hees blieb bis 1854 im Amt.
Die weiteren Bürgermeister waren:
- Wilhelm Fischer, 1855–1870
- Ludwig Brühl, 1870–1881
- Wilhelm Friedrich, 1881–1894
- Franz von Schildt, 1894–1901
- Josef Sittig, 1901–1908
- Dr. Bruno Beyer
- Gustav Böhm, ab 1926[4]

### Preußen

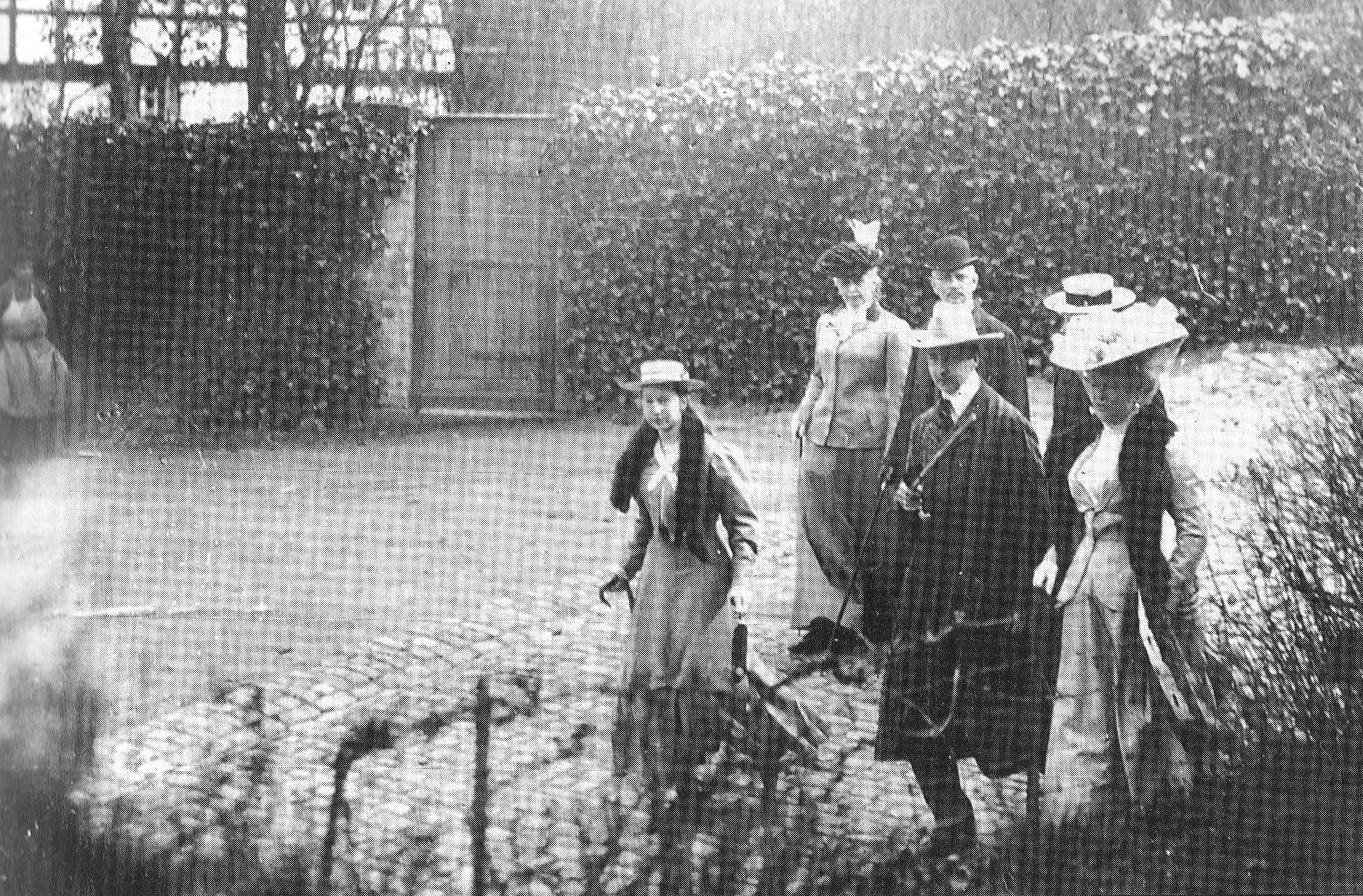
Kaiserin Auguste Viktoria mit Kindern in Königstein im Jahre 1907

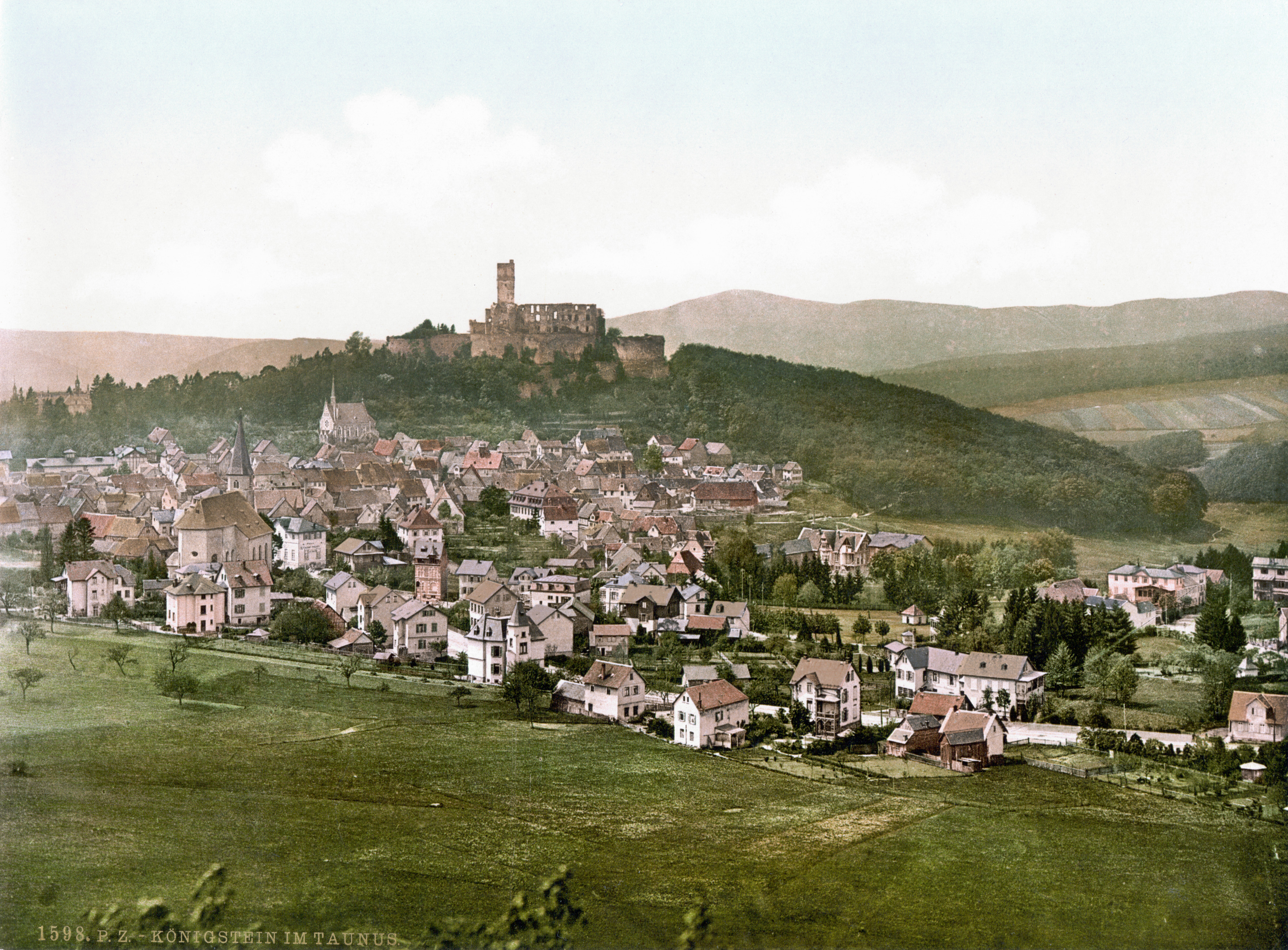
Königstein um 1900

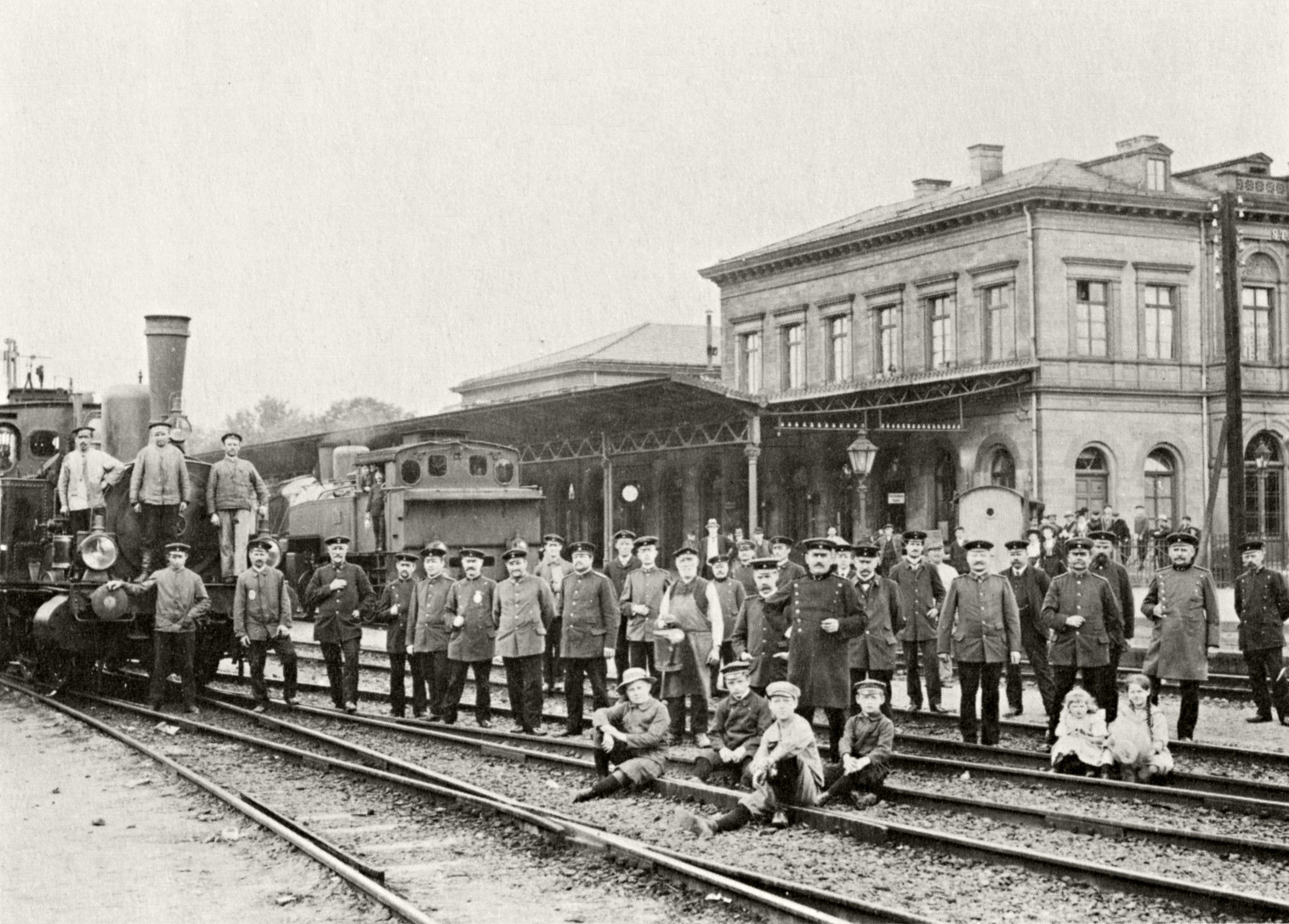
Einweihung der Königsteiner Bahn 1902

Nachdem das Herzogtum Nassau den Deutschen Krieg 1866 an der Seite des Deutschen Bundes unter der Führung Österreichs verloren hatte, wurde es von Preußen annektiert. Königstein wurde damit Teil des preußischen Regierungsbezirks Wiesbaden und am 22. Februar 1867 des neu geschaffenen Obertaunuskreises. 1878 bis 1881 war Bernhard von Schenck Amtmann in Königstein.
Jedoch blieben die Verbindungen Königsteins zum Haus Nassau weiter eng. Großherzog Adolf von Luxemburg blieb Besitzer der Burgruine und des alten kurmainzischen Amtshauses, des Luxemburger Schlosses.
Ab den 1880er Jahren erfolgt eine Reihe von wichtigen Schritten der Stadtentwicklung:
- 1884/1891 Gründung des Ursulinenklosters (Keimzelle der St. Angela-Schule)
- 1888 Bau der evangelischen Kirche am Burgweg
- 1899 Eröffnung des „Taunus-Institutes“ als Höhere Mädchenschule (heute Taunusgymnasium)
- 1902 Einweihung der Königsteiner Bahn und Eröffnung des Bahnhofs Königstein
- 1905/06 Erbauung der Synagoge im Seilerbahnweg
- 1906/07 Bau des Grand Hotels (heute KVB-Klinik)
- 1912 Bau des St. Josef Krankenhauses

### Weimarer Republik/Französische Besatzung

Notgeld Königstein 1923

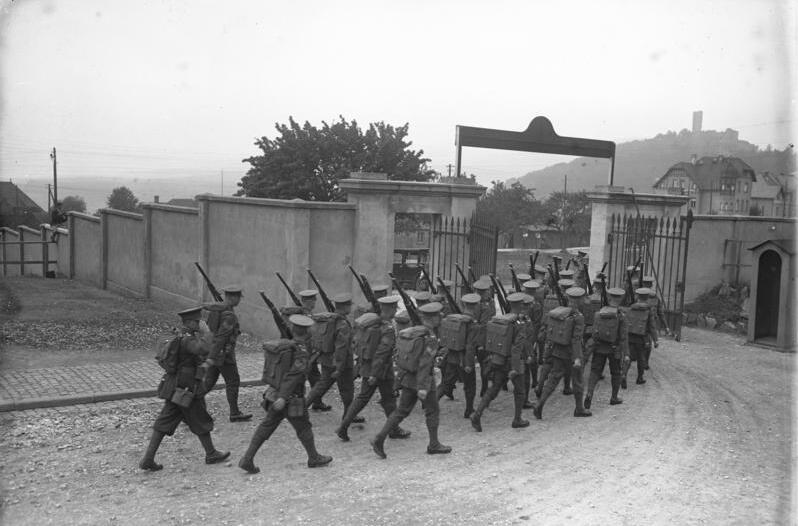
Abzug der englischen Besatzungstruppen September 1929

Nach dem Ersten Weltkrieg lag Königstein mit Oberreifenberg und dem Westteil des Obertaunuskreises im „Brückenkopf Mainz“ der Alliierten Rheinlandbesetzung. Am 14. Dezember 1918 rückte das 287. französische Infanterieregiment mit einem Oberst, zwei Majoren, 1800 Mann und 250 Pferden als Besatzungstruppe ein. Nach dem Friedensvertrag von Versailles sollte die Besetzung durch die französischen Siegermacht 15 Jahre andauern. Da die Kreisverwaltung den besetzten Kreisteil nicht verwalten durfte, wurde aus dem besetzten Kreisteil der Kreis Königstein gebildet.
Königstein blieb bis 1925 durch 700 französische Soldaten besetzt, die Einwohner unterstanden Besatzungsrecht und jeder Besuch in einem Nachbarort bedeutete eine Grenzüberschreitung. 1924 entfielen immerhin die Zölle an dieser Grenze. 1925 wurde die französische Besatzung durch eine britische ersetzt, die 1929 Königstein endgültig verließ. Am 1. Oktober 1928 wurde der Kreis Königstein wieder aufgelöst und Königstein wieder dem Obertaunuskreis angeschlossen. Zur Erinnerung an die Wiedererlangung der Unabhängigkeit wurde in der Nacht vom 30. Juni auf den 1. Juli 1930 eine Befreiungsfeier veranstaltet und der Freiheitsfelsen im Woogtal mit der Aufschrift "Wir sind frei!" geweiht.

### Judenkurort
Königstein galt als „Judenkurort“ – dies wurde vor allem in der Zeit des Nationalsozialismus zum Thema. Hohe Anteile an jüdischen Gästen (z. B. Otto Klemperer, Kurt Hahn, Carl Sternheim, Botho Graef) erreichten vor allem das international bekannte Sanatorium Dr. Kohnstamm (der Name blieb auch nach dem Todes des Begründers Oskar Kohnstamm im Jahre 1917 erhalten) und das Hotel Cahn, das wegen des koscheren Essens Anziehungspunkt für viele Frankfurter Juden war, die ab dem Jahre 1906 bequem mit der Eisenbahn in kurzer Zeit für einen Tagesausflug anreisen konnten.

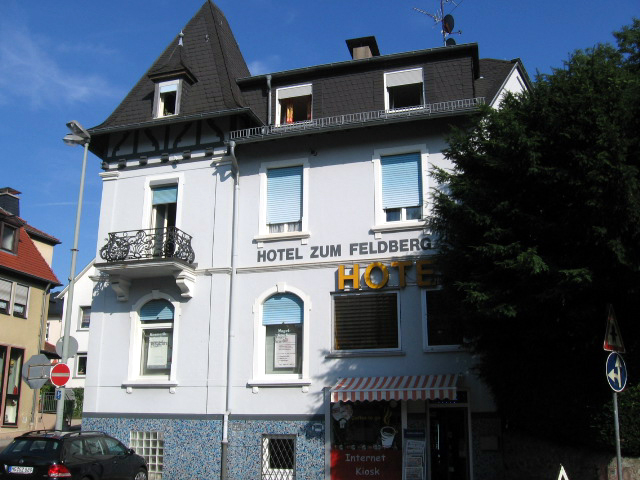
Ehemaliges jüdisches „Hotel Cahn“

Gästeliste Sommer 1916 mit Hotel Cahn und Sanatorium Kohnstamm (letzteres mit „Kapellmeister“ Otto Klemperer)

Da Königstein auch ein Prominentenwohnsitz jüdischer Bürger war (z. B. Mathilde von Rothschild, Sigismund Kohn-Speyer, L. Albert Hahn, Hermann Wronker, Albert Katzenellenbogen, Julius Blau, Max Neisser, Adolf Sabor, die Familie von Richard Musgrave), kamen über deren Freunde und Gäste wiederum bekannte „Namen“ in die Kurstadt. So fällt auf, dass der Dichter Stefan George, der nachweislich bei seinem Schulfreund Oskar Kohnstamm verkehrte, nach dessen Tod und dem Verkauf des Sanatoriums zu seiner Schwester, Anna George, zwei Straßen weiter zog. Dort empfing er Mitglieder des George-Kreises für die speziell Zimmer angemietet worden waren. Hierzu gehörte beispielsweise Ernst Morwitz, mit dem er wanderte und ihm über den Aufstieg zur Burg Falkenstein ein Gedicht widmete. Georges und Kohnstamms altbewährter Schulfreund Karl Wolfskehl hatte wiederum Kontakte eine Straße weiter zum Sanatorium Dr. Amelung. Dort führten freundschaftliche Beziehungen zur Wolfskehl-Dynastie in Darmstadt sogar so weit, dass in der Familie Amelung die evangelische Patenschaft für ein Mitglied der Familie Wolfskehl übernommen worden war (so berichtet Prof. Walther Amelung in seinen Lebenserinnerungen).
Der Kommissarische Bürgermeister Müllenbach nahm im Jahre 1938 Stellung, indem er in der Diskussion um die Arisierung ein Fortbestehen des Sanatoriums Kohnstamm damit kommentierte, dass der „Ruf Königsteins als ‚Judenkurort‘ in nicht wieder gut zu machender Weise erneut befestigt“ werden würde.
Hier ist wiederum anzumerken, dass der neue Besitzer des renommierten Sanatoriums Kohnstamm, Carl Frankl, als Bruder des berühmten Jagdfliegers Wilhelm Frankl, ebenfalls für Popularität sorgte.
Im Jahre 1937 entzogen sich noch 24 Inhaber von Pensionen dem Druck, einen Zusatz in das Verzeichnis aufnehmen zu lassen – doch im Jahre 1938 führten alle 54 Pensionen und Gastbetriebe in der Beilage zum Wohnungsanzeiger den Zusatz: „Sämtliche Häuser werden judenfrei geführt.“.

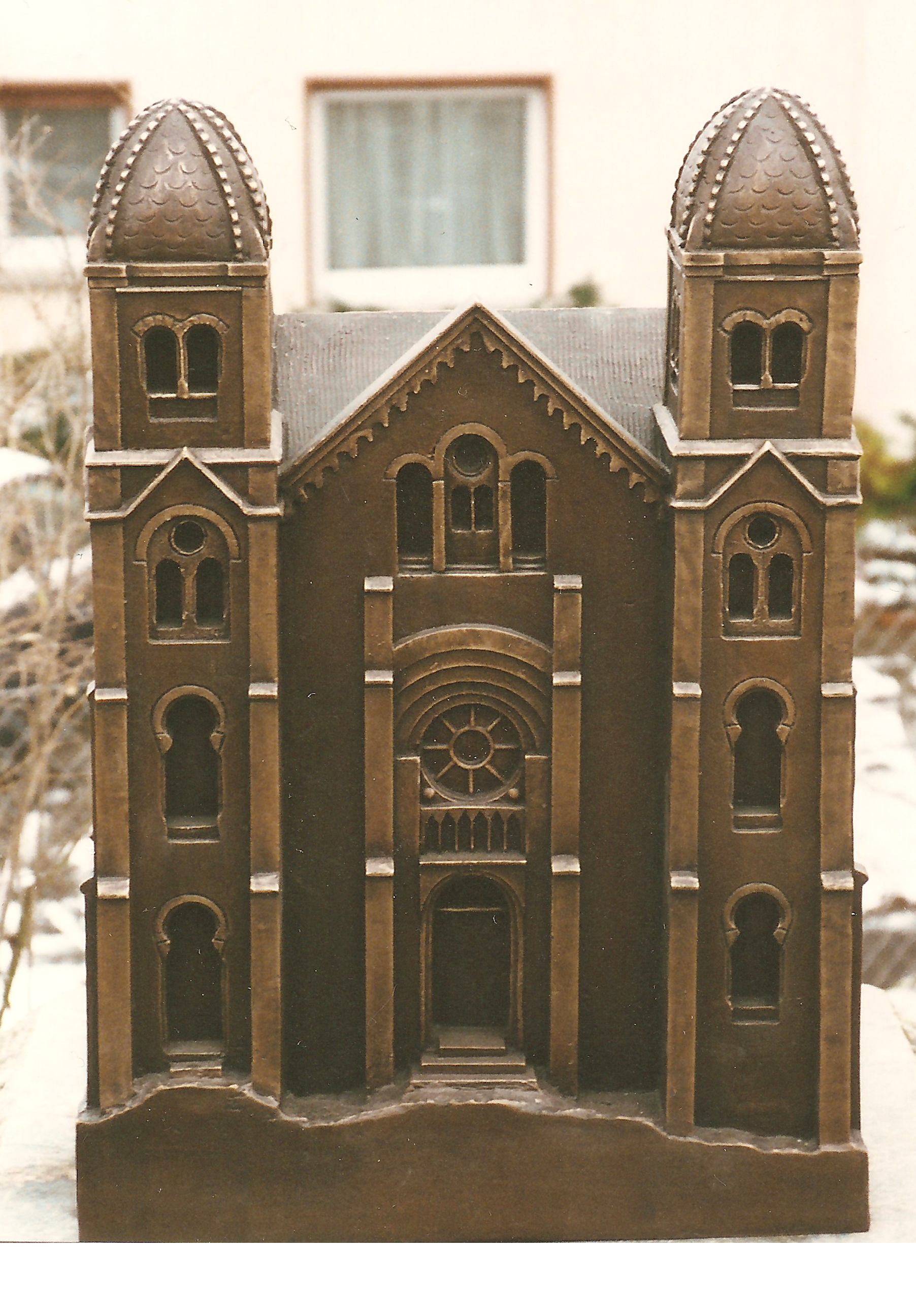
Bronzedenkmal für die in der Reichspogromnacht zerstörte Synagoge, die 1906 – vor allem mit der finanziellen Zuwendung Mathilde von Rothschilds – erbaut worden war

Auch nach dem Zweiten Weltkrieg zog es berühmte Persönlichkeiten jüdischer Abstammung nach Königstein. So verbrachte z. B. Max Dessoir hier seinen Lebensabend, ebenso wie die Gemahlin des Verlegers Samuel Fischer und Tante Ruth Landshoffs – Hedwig, geb. Landshoff. Beide verstarben in Königstein. Der Besuch Paulette Goddards, der Ehefrau Charly Chaplins ist ebenfalls verbürgt.

### Zeit des Nationalsozialismus
Mit der Machtübernahme der Nationalsozialisten wurden auch in Königstein die Amtsträger entlassen und durch Parteigänger des neuen Regimes ersetzt. Als beliebte Sommerresidenz reicher Frankfurter lebten 1933 unter den 73 Juden auch eine Reihe von wohlhabenden Menschen in Königstein. In der Reichspogromnacht am 10. November 1938 wurde die Königsteiner Synagoge im Seilerbahnweg sowie eine Reihe von Privathäusern jüdischer Bürger angezündet und zerstört. Die Villa Rothschild wurde auf Anweisung vom kommissarischen Bürgermeister Müllenbach vom Reichsarbeitsdienst umstellt und vor Zerstörung geschützt. Das Haus sollte nach Planungen Müllenbachs als Kurhaus dienen – möglicherweise wollte er es für sich selbst haben. Nicht zuletzt infolge dieser Eigenmächtigkeit wurde Müllenbach am 1. Juni 1939 aus seinem Amt entlassen. Das unter jüdischer Leitung stehende Sanatorium Dr. Kohnstamm wurde 1938 enteignet. Ende 1938 wurden die letzten sieben verbleibenden Juden Königsteins in Konzentrationslager gebracht.
Mit Kriegsbeginn wurden die Sanatorien und Hotels der Stadt in Lazarette umgewandelt und der Kurbetrieb kam völlig zum Erliegen. Um zusätzlich Flüchtlinge und Ausgebombte aufzunehmen, wurden in der Altkönigstraße sowie auf dem heutigen Gelände des Taunusgymnasiums Behelfsheime gebaut. 1945 gab es in Königstein 2500 Lazarettbetten (zum Vergleich: Die Stadt hatte vor dem Krieg 3568 Einwohner).
Obwohl Königstein zur Lazarettstadt erklärt wurde und nach der Genfer Konvention nicht hätte bombardiert werden dürfen kam es am 2. Februar 1945 zu einem Luftangriff auf Königstein. 19 Tote und viele Zerstörungen waren die Folge. Am 29. März 1945 wurde Königstein durch Einheiten der Amerikaner besetzt. Hubert Fassbender wurde durch die Besatzungsbehörden zum Bürgermeister ernannt.

### Nachkriegszeit
Im Rahmen der Berliner Luftbrücke kam es zum Flugunfall auf dem Steinkopf 1948. In den Nachkriegsjahren war Königstein mehrfach Gastgeber der neuen demokratischen Politiker. In der Villa Rothschild trafen sich 1949 die Ministerpräsidenten. Der Bundesverband der Jungen Union, die Jugendorganisation der CDU wurde auf dem ersten Deutschlandtreffen vom 17. bis 21. Januar 1947 in Königstein gegründet.
1949 wurde in Königstein das Staatsabkommen der Länder der Bundesrepublik Deutschland über die Finanzierung wissenschaftlicher Forschungseinrichtungen (Königsteiner Staatsabkommen) vereinbart. Der Königsteiner Schlüssel legt seither fest, wie die einzelnen Länder der Bundesrepublik Deutschland an gemeinsamen Finanzierungen zu beteiligen sind.
Ein Jahr später Entstand im Zuge von Beratungen in der Villa Rothschild – dem damaligen Haus der Länder eine Regelung namens Königsteiner Vereinbarung. Danach wechselt das Amt des Bundesratspräsidenten jährlich zwischen den Ministerpräsidenten beziehungsweise ersten Bürgermeistern der Länder der Bundesrepublik Deutschland in der Reihenfolge der fallenden Einwohnerzahl (der Länder).
1954 wird in Königstein das „Haus der Begegnung“ errichtet und die Ostpriesterhilfe ins Leben gerufen. Auch der Kurbetrieb lebte wieder auf. Königstein gelang es sich national wie international als Kurort wieder einen Namen zu machen. 1977 wurde das Kurbad eröffnet.
Organisatorisch kommt Königstein nach dem Zweiten Weltkrieg als Teil des Obertaunuskreises zu Hessen. Im Rahmen der Gebietsreform in Hessen wird Königstein Teil des Hochtaunuskreises. Im Zuge der Gebietsreform in Hessen wurden am 1. April 1972 die Gemeinde Schneidhain freiwillig und am 1. August 1972 die Gemeinden Falkenstein und Mammolshain durch ein Landesgesetz nach Königstein im Taunus eingegliedert.